# 格雷琴鸟属
格雷琴鸟属（学名：Gretcheniao）为真反鳥類的一个属。生存於1億2500萬年前白堊紀早期的巴列姆期，其化石是在中國發現。

## 下属物种
本属包括以下物种：
- 中華格雷琴鸟 Gretcheniao sinensis Chiappe, Qingjin, Serrano, Sigurdsen, Min, Bell & Di, 2019[2]